# Oskar Ossipowitsch Grusenberg

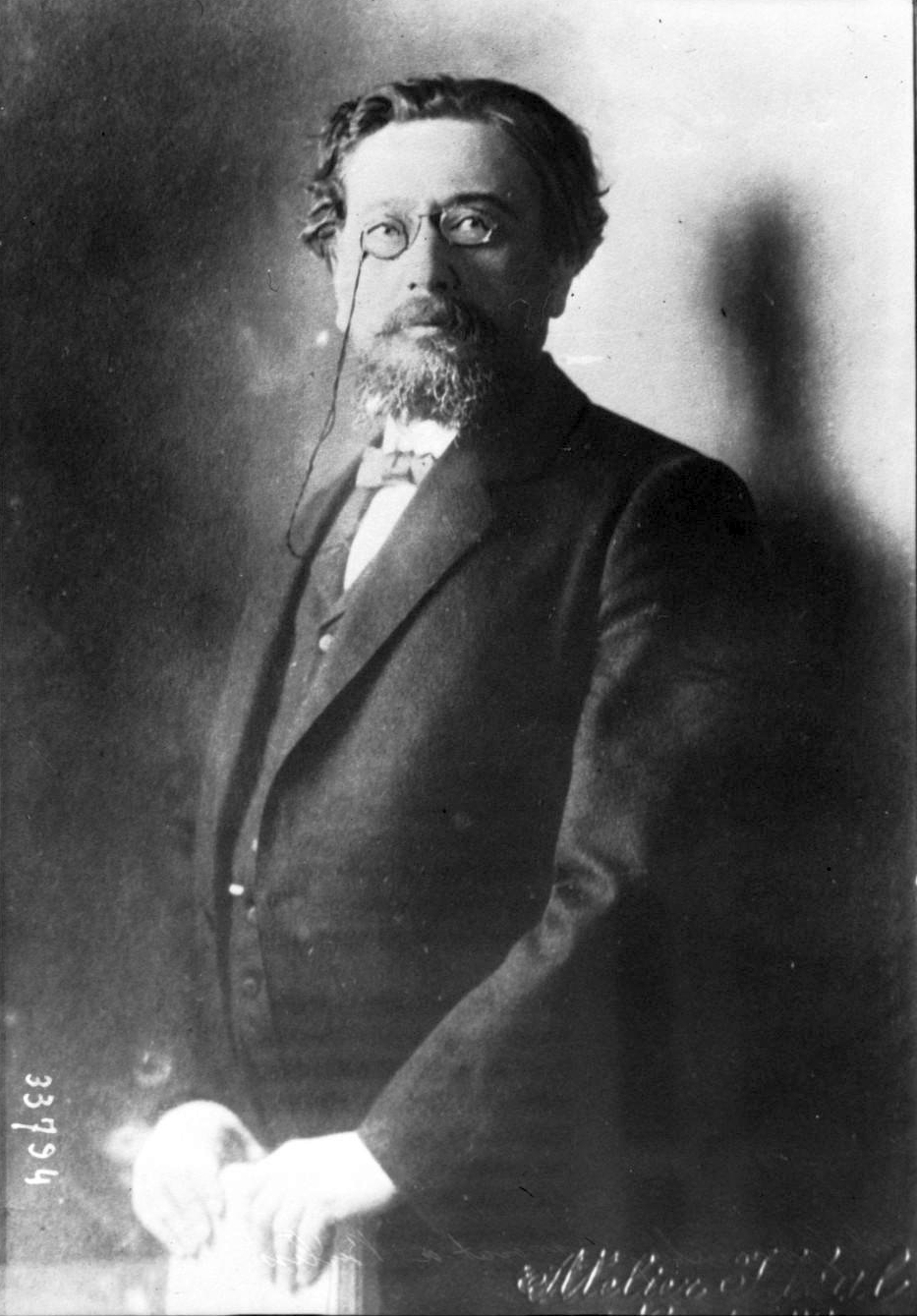
Oskar Ossipowitsch Grusenberg

Oskar Ossipowitsch (Israil Iossifowitsch) Grusenberg (russisch Оскар Осипович (Израиль Иосифович) Грузенберг; * 15. Apriljul. / 27. April 1866greg. in Jekaterinoslaw; † 27. Dezember 1940 in Nizza) war ein russischer Jurist.

## Leben
Oskar Grusenberg entstammte einer jüdischen Familie. Sein Vater war 2. Gilde-Kaufmann und sein Onkel Rabbiner. Er schloss das Studium an der juristischen Fakultät der Universität Kiew 1889 ab. Wegen des Gesetzes von 1889 zur Einschränkung der Rechte der Juden wurde seine Zulassung als Rechtsanwalt nicht bestätigt, so dass er nun als Rechtsanwaltsassistent arbeitete. 1905 wurde er als Rechtsanwalt in St. Petersburg zugelassen. Er war Mitherausgeber der Zeitschrift Das Recht und leitete die Strafprozessabteilung der Zeitschrift der St. Petersburger Juristischen Gesellschaft.
Grusenberg spezialisierte sich auf politische und Strafprozesse und trat als Strafverteidiger bekannter Schriftsteller und Politiker hervor, darunter Maxim Gorki, Wladimir Korolenko, Kornei Tschukowski, Pawel Miljukow und Leo Trotzki. 1913 in der Beilis-Affäre gehörte er in dem Ritualmordprozess gegen den Kiewer Juden Menachem Mendel Beilis zu den Verteidigern. Vorher war er beteiligt an dem Prozess gegen die Juden von Orscha wegen Angriffen auf die christliche Bevölkerung aus religiösem Hass, an den Prozessen nach den Pogromen in Kischinau 1903 und Minsk, an dem Prozess gegen den Studenten Pinchas Daschewski (1879–1934), der 1903 den Publizisten Pawel Kruschewan mit dem Messer angegriffen hatte, und an dem Ritualmordprozess 1900 gegen David Blondes in Wilna.
Neben seiner Anwaltstätigkeit beriet Grusenberg nach der Russischen Revolution 1905 jüdische Abgeordnete in der dritten und vierten Staatsduma. Er war Mitglied der Konstitutionell-Demokratischen Partei (Kadetten). Als Kandidat des Gouvernements Wilna wurde er nicht in die zweite Staatsduma gewählt. Nach der Februarrevolution 1917 wurde er zum Senator ernannt und auf der jüdischen Nationalitätsliste in die Russische konstituierende Versammlung gewählt. Jedoch verzichtete er auf sein Mandant zugunsten des Kiewer Publizisten N. S. Syrkin. Nach der Oktoberrevolution wich er nach Odessa aus und weiter nach Tiflis. 1918 und 1919 leitete er den Jüdischen Selbstverteidigungsrat und den Rat für die Hilfe für Pogromopfer.
1920 emigrierte Grusenberg und arbeitete bei den Zeitgenössischen Notizen mit. Von 1921 bis 1923 lebte er in Berlin und von 1926 bis 1932 in Riga, wo er als Rechtsanwalt praktizierte und die juristische Monatszeitschrift Gesetz und Gericht gründete. Die Zeitschrift erschien bis 1938. Seine letzten Lebensjahre verbrachte er an der Côte d’Azur. In Nizza schrieb er seine Erinnerungen.
Oskar Grusenberg war verheiratet mit Rosa Gawrilowna geb. Holosowker, deren Neffe der Philosoph Jakow Emmanuilowisch Holosowker war. Grusenbergs Tochter Sofja verheiratete sich in Berlin, und Grusenbergs Sohn Juri wurde britischer Pilot. Grusenbergs Bruder war der Philosoph Semjon Ossipowitsch Grusenberg. Pawel Miljukow rühmte Grusenberg als äußerst talentierten und ehrlichen Menschen. 1951 wurde Grusenberg nach Tel Aviv-Jaffa auf den Trumpeldor-Friedhof überführt. Eine der Hauptstraßen Jerusalems ist die Oskar-Grusenberg-Straße, und auch in  Tel Aviv-Jaffa gibt es eine Grusenbergstraße.